# کاران اشلی
کاران اشلی (انگلیسی: Karan Ashley؛ زادهٔ ۲۸ سپتامبر ۱۹۷۵) یک هنرپیشه اهل ایالات متحده آمریکا است. وی از سال ۱۹۹۴ میلادی تاکنون مشغول فعالیت بوده‌است.